# Napoléon Joseph Curial
Napoléon Joseph Curial (9 janvier 1809 à Paris - 23 septembre 1861 à Paris) est un homme politique français du XIXe siècle.
Il doit son prénom de Napoléon au titre de filleul de l'Empereur.

## Biographie
Fils du général-comte Curial, Napoléon Joseph est admis dans les pages de Louis XVIII, entre, à seize ans, à l'École de Saint-Cyr (1825), et en sort, deux ans après, sous-lieutenant dans les grenadiers à cheval de la garde royale. Il fait partie de l'expédition d'Alger (1830), s'y distingue, et y gagne les épaulettes de lieutenant et la croix de la Légion d'honneur.
Démissionnaire après les journées de juillet 1830, il se retire dans ses propriétés aux environs d'Alençon, où il se livre à des travaux d'agriculture. Il dirige surtout ses soins vers le perfectionnement de la race chevaline, et encourage les comices et les concours annuels.
Après son mariage célébré en 1832, il achète, en 1836, la propriété, dite de Berthaux, à Saint-Germain-du-Corbéis, commune dont il est le maire de 1837 à 1843.
Le 23 mars 1835, il est admis à titre héréditaire à la Chambre des pairs.

La mairie d'Alençon.

Installé à Alençon, il est l'un des trois fondateurs, en 1843, de la Banque de l'Orne. Nommé maire de la ville la même année, il exerce ses fonctions avec zèle. Alençon lui doit la fondation de plusieurs établissements utiles aux classes ouvrières et indigentes. Du 4 au 7 août 1843, le duc de Nemours et son épouse visitent Alençon. À cette occasion, Napoléon Curial demande et obtient que leur premier héritier soit titré duc d'Alençon : Ferdinand d'Orléans sera le dernier personnage à porter ce titre de 1844 à 1910.
Conseiller général du canton d'Alençon-Ouest en 1846, il est réélu en 1848, 1852 et 1855 devenant président du conseil général de l'Orne de 1848 à 1861.
Révoqué de ses fonctions de maire par le gouvernement provisoire de 1848, il est élu, le 23 avril 1848, représentant de l'Orne à l'Assemblée constituante. Il siège à droite, fait partie des comités de la guerre et de l’administration départementale et communale.
Réélu par le même département, le 13 mai 1849, à l'Assemblée législative, il soutient fidèlement la politique du Prince-président, vote pour les lois sur l'enseignement, contre le suffrage universel, pour l'expédition de Rome.
Après le coup d'État du 2 décembre 1851, il fait partie de la commission consultative, et figure, le 26 janvier 1852, sur la première liste des nouveaux sénateurs. Le gouvernement le nomme, le 19 mai suivant, membre du Conseil supérieur des haras. À la Chambre haute, il fait partie de la commission du sénatus-consulte de la liste civile, de la commission des pétitions, etc., mais l'état de sa santé le tient souvent éloigné des activités du Sénat.

## Fonctions
- Officier de cavalerie ;
- Pair de France (à titre héréditaire, 23 mars 1835) ;
- Conseiller général de l'Orne ;
- Maire d'Alençon (1843-1848) ;
- Député de l'Orne :
  - à l'Assemblée constituante (23 avril 1848) ;
  - à l'Assemblée législative (13 mai 1849) ;
- Sénateur du Second Empire (26 janvier 1852).

## Publications
- Précis sur la demande en défrichement de la garenne de Monchy, 1843 ;
- Assemblée nationale. Proposition relative à l'ouverture par anticipation et sur les fonds qui seront alloués par le budget de 1849, d'un crédit de quatre millions, applicable à l'achat des chevaux nécessaires pour la remonte générale de l'armée, présentée le 24 janvier 1849, par les citoyens de Corcelle et Napoléon Curial ;
- Assemblée législative. Rapport fait sur la proposition de loi tendant à distraire la commune de Blaziert du canton de Valence, pour la réunir au canton de Condom, Séance du 5 mars 1850 ;
- Assemblée législative. Rapport fait sur le projet de loi tendant à ériger en commune, sous le nom de Fontaines-sur-Saône, la section de Saint-Louis, distraite à cet effet de la commune de Fontaine-Saint-Martin, Séance du 8 mars 1850 ;

## Titres
- 2e comte Curial (1829).

## Distinctions
- Chevalier de la Légion d'honneur (mai 1847)[4].

## Armoiries
| Figure | Blasonnement |
|        | Armes du comte Curial, pair de France, D’or au bouclier de sable, orlé d’argent, chargé d’un foudre d’or et d’argent, traversé par deux lances passées en sautoir d’aregent, accompagné de quatre étoiles du même en orle; ledit bouclier adextré en chef d’une tête de Borée au naturel soufflant d’argent et soutenu d’une rivière d’azur, avec un crocodile au naturel contourné enchaîné au bouclier par une chaîne de sable. |

## Vie familiale
Fils de Philibert Jean-Baptiste Curial, général d'Empire, et de Clémentine Marie Amélie Beugnot (5 mai 1788 - Bar-sur-Aube ✝ 14 juin 1840 - Montpellier), fille de Jacques Claude, comte Beugnot, Napoléon Joseph épousa, le 26 mars 1832 à Alençon, Louise Félicie Gérard ( ✝ 13 septembre 1869 - Alençon), fille d'un ancien capitaine du génie militaire. Ensemble, ils eurent :
- Henri Napoléon Claude Philibert (14 octobre 1835 ✝ 1904), 3e comte Curial (1861), zouave pontifical (1860-1861), marié avec Gabrielle Delahaye, dont 2 fils.